# Ursula von der Leyen
Ursula Gertrud von der Leyen, nata Albrecht (AFI: ˈʊʁzula ˈɡɛʁtʁuːt fɔn dɛɐ̯ ˈlaɪən · ; Ixelles, 8 ottobre 1958), è una politica tedesca, membro della CDU e dal 1º dicembre 2019 presidente della Commissione europea.
Dopo essere stata ministra di vari dicasteri durante il cancellierato di Angela Merkel tra il 2005 e il 2019 (l'unica ad aver prestato servizio ininterrottamente da quando la Merkel divenne cancelliera), il 2 luglio 2019 è stata designata dal Consiglio europeo alla carica di presidente della Commissione europea. Il Parlamento europeo ha dato seguito a tale nomina il 16 luglio, eleggendola con 383 voti favorevoli, 327 contrari, 22 astensioni e una scheda nulla, sancendo così la nascita della Commissione von der Leyen I. Il 18 luglio 2024 è stata riconfermata nella carica di presidente della Commissione europea, avviando l'iter che ha portato alla formazione della Commissione von der Leyen II.
Von der Leyen è stata inclusa nelle 100 persone più influenti del Time del 2020 e di nuovo nel 2022 ed è stata nominata la donna più potente del mondo da Forbes nel 2022, riconfermata nel 2023 e 2024.

## Biografia
Ursula Albrecht è nata nel 1958 a Ixelles, nella regione di Bruxelles-Capitale in Belgio, dove trascorre gran parte della sua infanzia fino all'età di 13 anni e dove il padre Ernst Albrecht, ex ministro-presidente della Bassa Sassonia, ha lavorato come uno dei primi funzionari pubblici europei presso la Commissione. Frequenta la Scuola Europea di Bruxelles dal 1964 al 1971, imparando così la lingua francese. Durante questo soggiorno a Bruxelles perde la sorella minore Benita-Eva all'età di undici anni a causa di un tumore, episodio che citerà in un intervento in Commissione europea nel 2019 come una delle ragioni del porsi "in prima linea nella lotta al cancro".
Successivamente studia presso il liceo scientifico di Lehrte e, ottenuto il diploma, studia archeologia dal 1976 al 1977. Nel 1977 cambia materia e fino al 1980 intraprende gli studi di economia a Gottinga e Münster, con un periodo, nel 1978, presso la London School of Economics and Political Science. Nel 1980 cambia ancora e inizia gli studi in medicina presso la Scuola Superiore di Medicina di Hannover, dove si laurea nel 1987.
Nel 1986 sposa il medico Heiko von der Leyen, discendente di una nobile famiglia tedesca e conosciuto ai tempi dell'università. Ha sette figli (tra cui due gemelle), nati fra il 1988 e il 1999. Nel 1991 ottiene il dottorato di ricerca in medicina. Nel 1992 segue il marito in California, dove questi ha ottenuto un incarico accademico presso l'Università di Stanford, per poi rientrare in Germania quattro anni dopo.

### Attività politica in Germania
Benché iscritta alla CDU fin dal 1990, la sua carriera politica inizia nel 2001, quando ottiene un mandato locale presso la regione di Hannover, che abbandonerà tre anni dopo. Il 2 febbraio 2003 è eletta deputata al Landtag della Bassa Sassonia. Il 4 marzo 2003, a seguito della vittoria di Christian Wulff, diventa ministra degli affari sociali, delle donne, della famiglia e della salute della Bassa Sassonia.

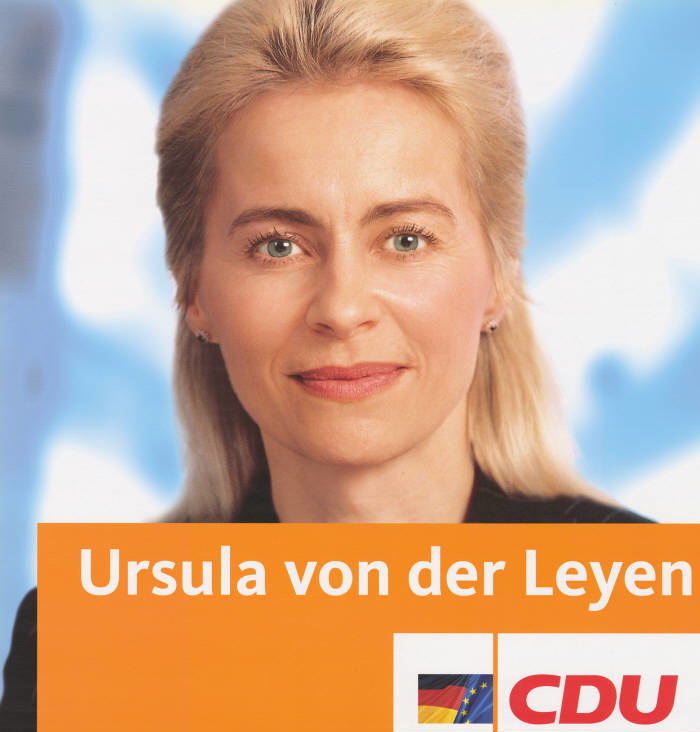
Manifesto della campagna elettorale 2005 con von der Leyen

Due anni dopo, nel novembre del 2005, è scelta dalla cancelliera Angela Merkel per diventare ministra della famiglia. Molto vicina alla cancelliera, lancia una politica familiare basata sullo sviluppo degli asili nido, per permettere alle donne tedesche di conciliare meglio la vita lavorativa e il loro ruolo di madri. Nel 2009 è confermata prima come ministra della famiglia, poi nominata ministra del lavoro e degli affari sociali a seguito delle dimissioni di Franz Josef Jung.
Nel dicembre del 2013 diventa la prima ministra della difesa donna della Germania. Durante tale incarico, viene criticata nel 2015 dall'opposizione e da certi esperti per un accordo di acquisto di 138 elicotteri da guerra per la Bundeswehr, costati 8,5 miliardi e presentanti numerosi problemi tecnici e criticità. Spiegel riferisce peraltro di avarie ai motori degli NH 90 che cagionarono quasi un incidente, e di un software difettoso con rischio di cortocircuiti causati da difetti di progettazione, che indussero alla sospensione temporanea delle operazioni di volo per l'intera flotta. La marina e l'esercito hanno comunque chiarito che l'acquisto fosse "urgente per rimpiazzare i velivoli obsoleti".

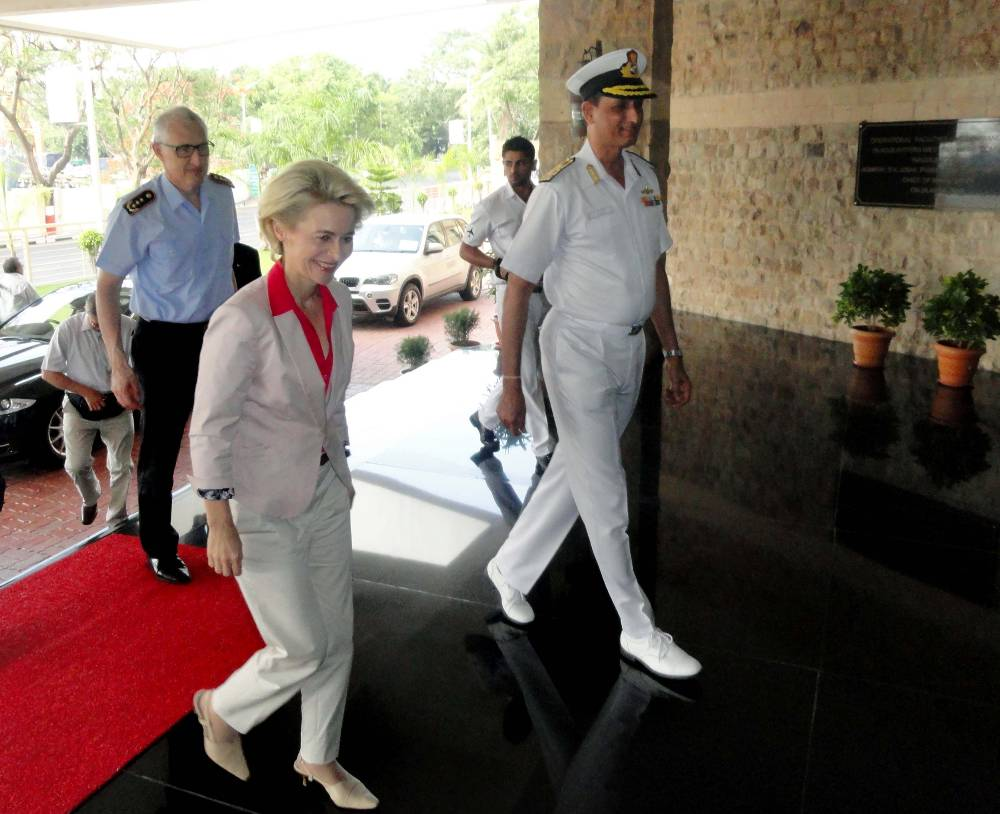
La ministra della difesa tedesca Ursula von der Leyen dopo essere stata ricevuta dal capo di stato maggiore della Western Naval Command, il vice ammiraglio Abhay Raghunath Karve, durante la sua visita in India

### Presidente della Commissione europea

#### Insediamento e linee programmatiche
Il 2 luglio 2019, dopo diverse riunioni e a seguito di un negoziato finale assai difficile, protrattosi per tre giorni, von der Leyen è stata designata dal Consiglio europeo alla carica di presidente della Commissione europea.
Il Parlamento europeo ha dato seguito a tale nomina il 16 luglio, eleggendola con 383 voti favorevoli (9 in più dei 374 necessari), 327 contrari, 22 astensioni e una scheda nulla, dopo aver presentato le sue linee guida con un discorso che ha convinto diversi europarlamentari indecisi, tra cui quelli italiani del Movimento 5 Stelle e quelli polacchi del conservatore Diritto e Giustizia. Una vittoria comunque di misura, con appena nove voti di scarto rispetto a quelli necessari, e una sessantina di franchi tiratori. Il giorno successivo si è dimessa dall'incarico di ministra della difesa, lasciando il posto ad Annegret Kramp-Karrenbauer, per dedicarsi alla formazione della sua commissione.

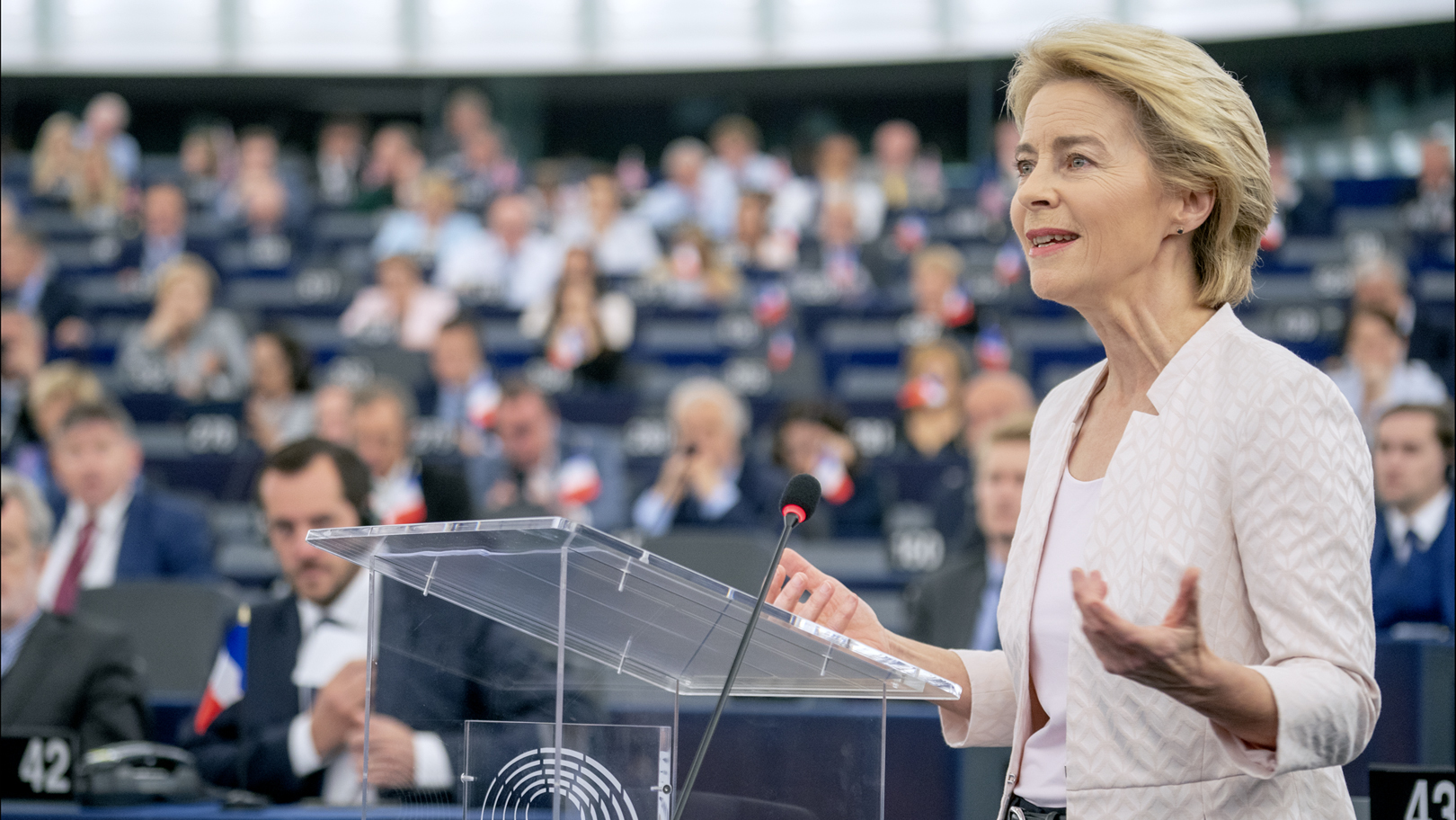
Ursula von der Leyen durante il discorso di insediamento al Parlamento europeo

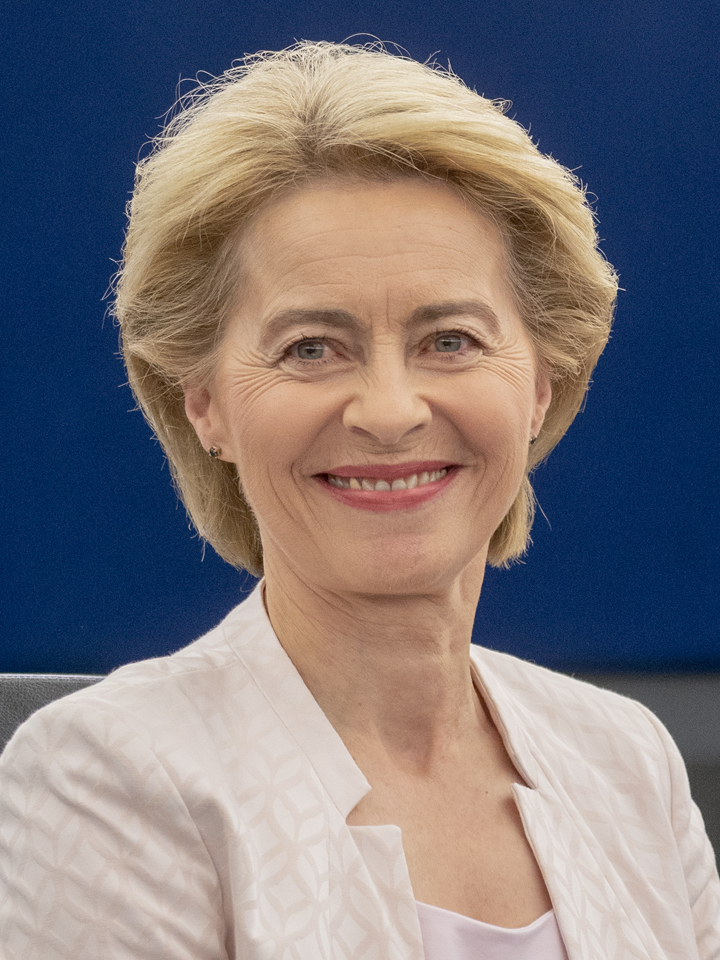
Ursula von der Leyen nel 2019

Presentando le priorità della sua Commissione, von der Leyen si è sotto diversi punti di vista differenziata dal predecessore Jean-Claude Juncker spostando la centralità dell'interesse politico dalle questioni finanziarie e migratorie ai temi della transizione energetica, della tutela dell'ambiente, dell'innovazione tecnologica e della sovranità economica. In relazione ai primi due punti, von der Leyen si è impegnata a guidare la realizzazione di un ampio piano denominato "Green New Deal", e in un documento presentato a dicembre 2019 ha indicato le sue priorità nell'obiettivo di "rendere l’Europa il primo continente neutrale dal punto di vista climatico entro il 2050, stimolando l'economia, migliorando la salute e la qualità della vita delle persone, prendendosi cura della natura e migliorando l’ambiente".
Sul fronte tecnologico, invece, la Commissione von der Leyen, principalmente per mezzo del lavoro della Commissaria alla concorrenza Margrethe Vestager e del collega deputato all'industria Thierry Breton si è impegnata a aumentare il grado di autonomia dell'Europa nel mondo digitale e nel settore dell'intelligenza artificiale, promuovendo investimenti e occupazione e a creare uno spazio europeo per la gestione dei dati sottraendo quest'ultimi all'egemonia dei colossi tecnologici statunitensi.

#### La risposta alla pandemia di COVID-19
Dopo lo scoppio della pandemia di COVID-19 in Europa la Commissione von der Leyen ha messo in atto diverse misure di matrice politica ed economica per tamponare gli effetti del contagio e aiutare i Paesi maggiormente provati dal nuovo coronavirus, che dopo aver colpito Italia e Spagna si è diffuso in tutto il continente. Il 16 marzo 2020 ha proposto la chiusura delle frontiere di 26 Stati membri dell'Unione europea per 30 giorni, ulteriormente prorogabili, qualora si rendesse necessario. La proposta ha ricevuto l'approvazione del Consiglio europeo svoltosi il giorno successivo in videoconferenza, che ha lasciato ai singoli Stati la loro concreta implementazione.
Dopo che alcuni Stati membri dell'UE hanno annunciato la chiusura dei loro confini nazionali a cittadini stranieri a causa della pandemia di COVID-19, von der Leyen ha affermato che "alcuni controlli possono essere giustificati, ma i divieti di viaggio generali non sono visti come il più efficace dell'Organizzazione mondiale della sanità. Inoltre, hanno un forte impatto sociale ed economico, sconvolgono la vita e gli affari delle persone oltre i confini". Von der Leyen ha poi condannato la decisione degli Stati Uniti di limitare i viaggi dall'Europa colpita dalla pandemia agli Stati Uniti.

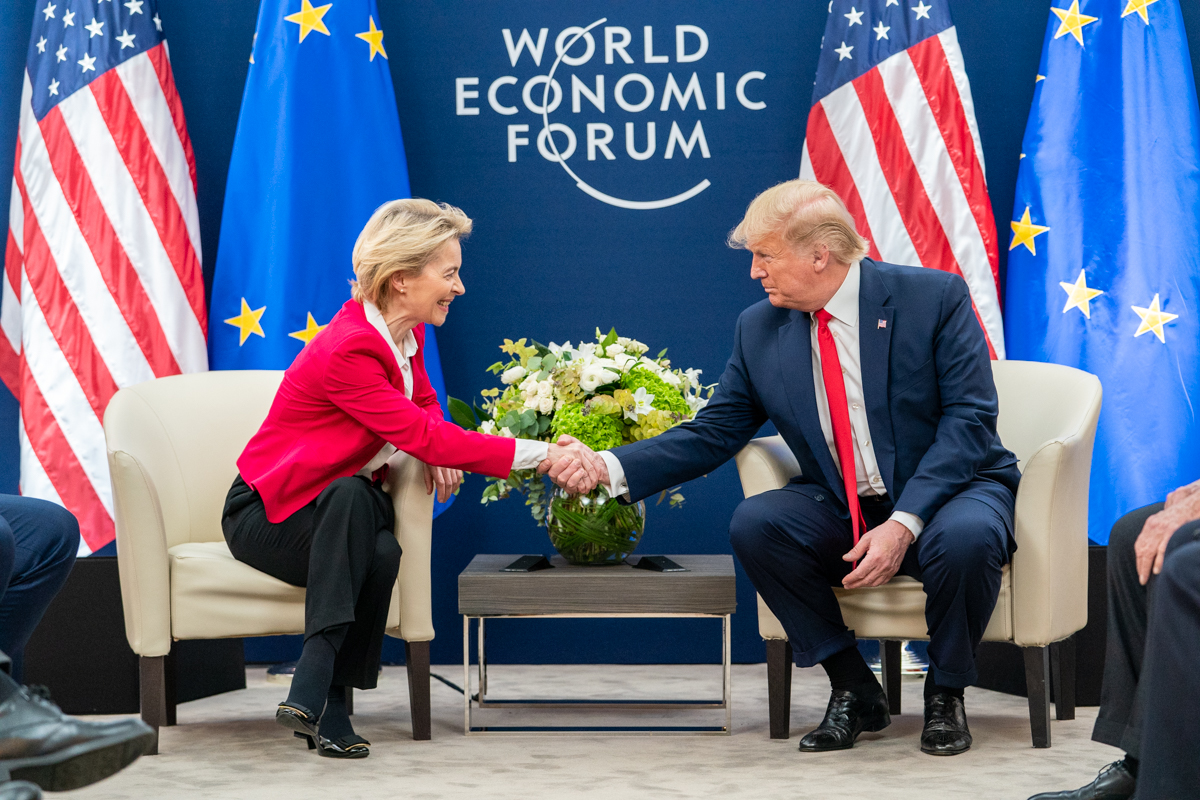
Von der Leyen con il presidente degli Stati Uniti, Donald Trump, a Davos nel gennaio 2020

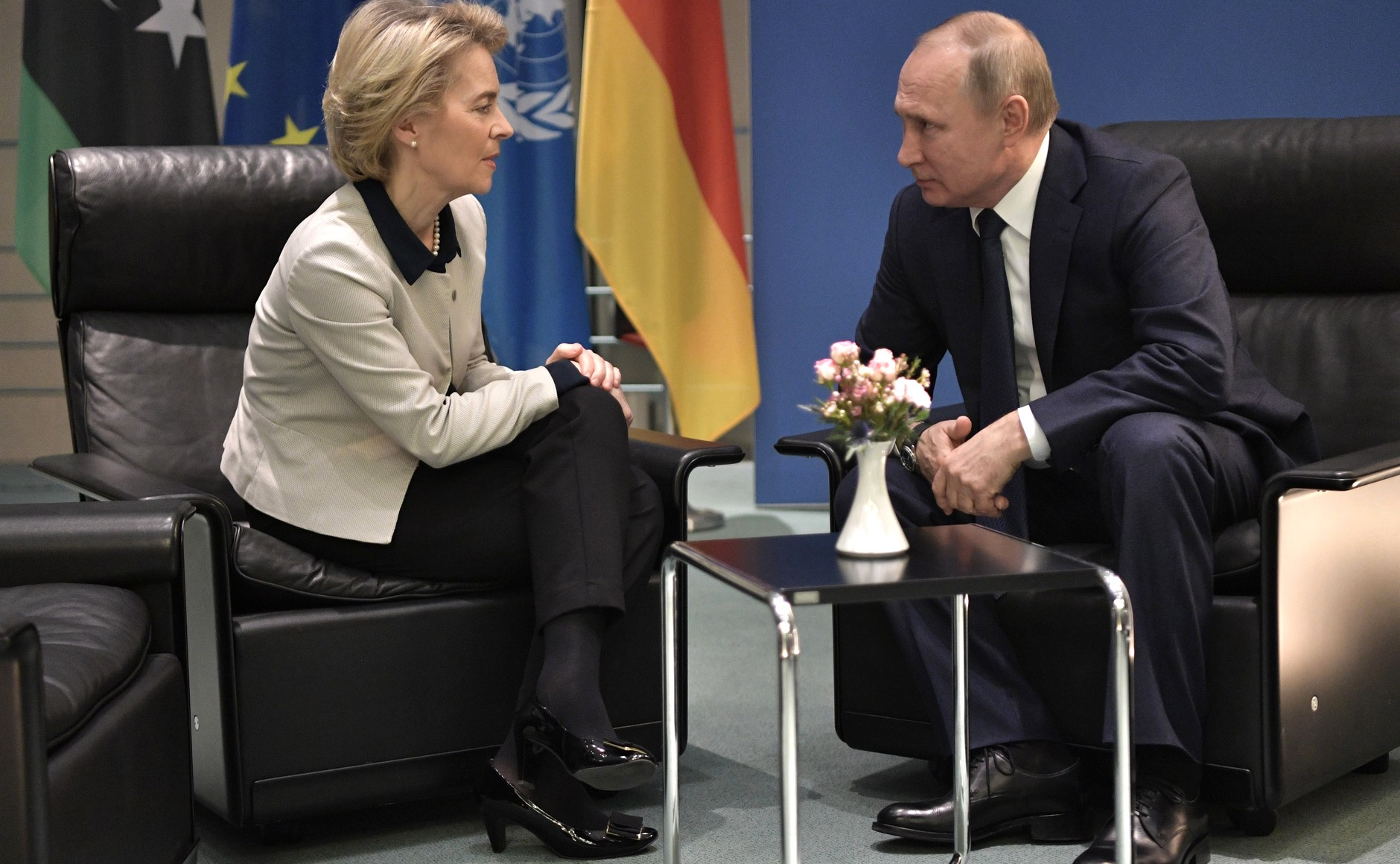
Von der Leyen e il presidente russo Vladimir Putin alla conferenza internazionale sulla Libia nel gennaio 2020

Nell'aprile 2020 von der Leyen, dopo aver inviato una lettera a la Repubblica, ha ammesso in Parlamento che "non c'erano tutti i Paesi nel momento del bisogno" e ha chiesto scusa all'Italia. Sul fronte economico, da più parti la pandemia di COVID-19 è stata definita una sfida decisiva per la tenuta dell'Unione europea, già logorata dalle crisi degli anni precedenti a causa delle minacce da essa poste alla stabilità dei Paesi membri.
Per ovviare a una situazione in graduale deterioramento il 21 marzo 2020 la Commissione ha sospeso per tutto l'anno solare la validità del patto di stabilità e delle regole riguardanti indebitamento e rapporto tra deficit e PIL dei singoli Stati. Dopo un'ampia e contrastata serie di riunioni tra i vertici della Commissione e i leader dei singoli Stati nel corso della primavera la Commissione ha mobilitato le risorse del Meccanismo europeo di stabilità e della Banca europea per gli investimenti contro la crisi, mettendo a disposizione degli Stati membri il fondo SURE (“Support to mitigate Unemployment Risks in an Emergency”) funzionale a contenere le conseguenze e gli esborsi dei programmi di contrasto alla disoccupazione e di pagamento della cassa integrazione.
Dopo un acceso confronto tra i leader dell'Unione europea, che ha visto il premier italiano Giuseppe Conte, il premier spagnolo Pedro Sánchez e il presidente francese Emmanuel Macron farsi fautori dell'introduzione di più incisive misure di mutualizzazione del debito, il premier olandese Mark Rutte guidare i Paesi fautori della linea di un maggior rigore e Angela Merkel porsi in una posizione intermedia di mediazione aperta alle istanze dei fautori della mutualizzazione del deficit, tra giugno e luglio Ursula von der Leyen ha promosso assieme al presidente del Consiglio europeo Charles Michel la costituzione di un "fondo per la ripresa" capace di erogare prestiti e aiuti a fondo perduto ai Paesi in crisi. Il 21 luglio il Consiglio europeo, dopo una serrata negoziazione di quattro giorni, ha dato il via libera al fondo Next Generation EU da 750 miliardi di euro, 390 dei quali destinati ad aiuti a fondo perduto e 360 finalizzati a erogare prestiti.

### L'accordo sulla Brexit tra UE e Regno Unito
Il 24 dicembre 2020 il premier britannico Boris Johnson annunciò la fine delle lunghe trattative con l'Unione europea per le relazioni politiche, diplomatiche e commerciali post-Brexit. e l'accordo di commercio e cooperazione tra Unione europea e Regno Unito fu siglato da von der Leyen, da Michel e da Johnson il 30 dicembre 2020 e approvato lo stesso giorno dalla Camera dei comuni. La von der Leyen ha definito una "lunga strada" la trattativa fra l'Unione europea e il Regno Unito, durata oltre quattro anni e mezzo dal referendum sulla Brexit del giugno 2016, ritenendo l'accordo ottenuto uno strumento di rafforzamento dell'Unione stessa.

### Green Deal europeo
Ha sostenuto il Green Deal europeo creando nella Commissione europea un apposito gruppo di lavoro. Il 1º gennaio 2021, la Commissione europea ha introdotto il divieto di esportazione dei rifiuti di plastica non riciclabili verso gli Stati che non fanno parte dell'Organizzazione per la cooperazione e lo sviluppo economico (OCSE). Il meccanismo è teso a promuovere l'economia circolare e responsabilizzare gli Stati dell'Unione europea nei confronti dei Paesi in via di sviluppo.

### Crisi russo-ucraina

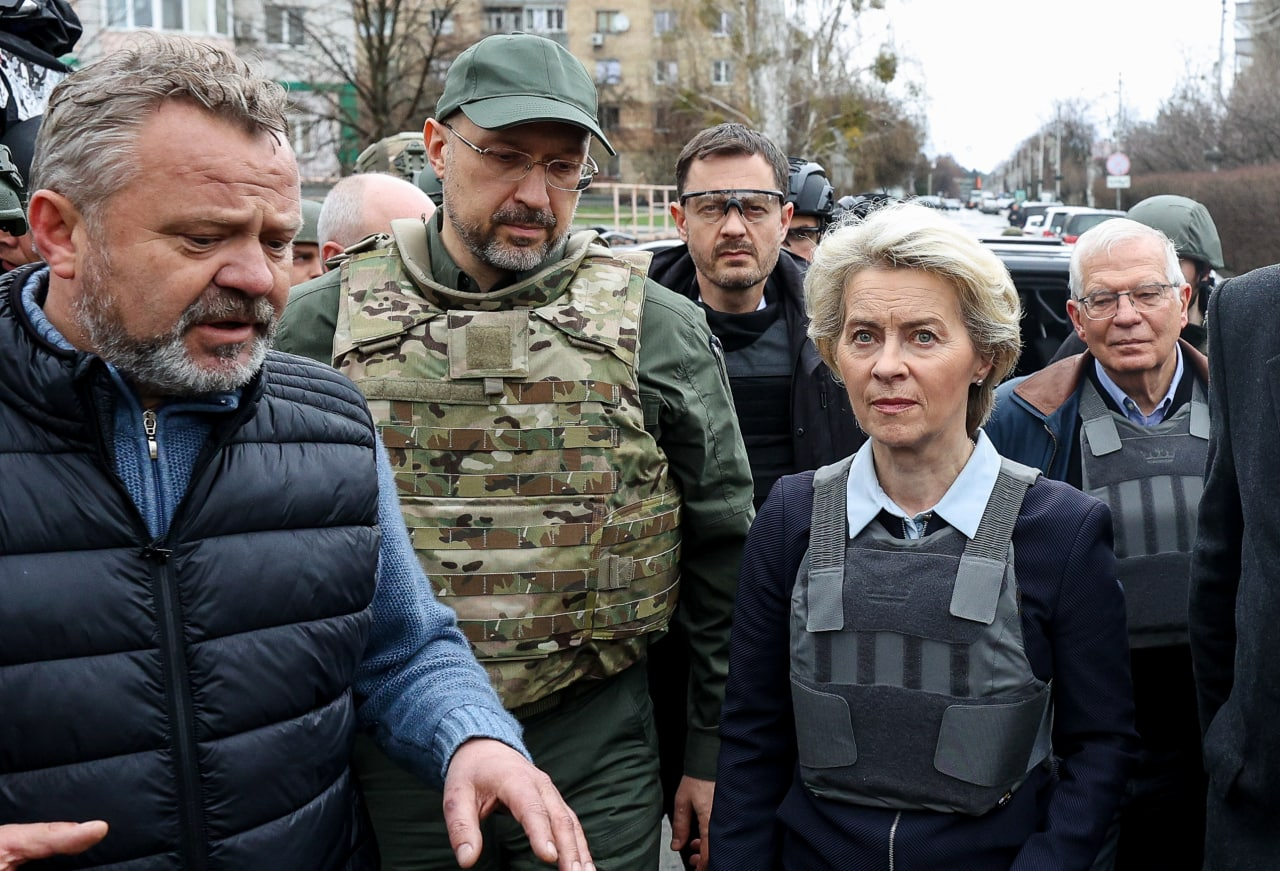
Von der Leyen con (da destra) l'Alto Rappresentante dell'UE Josep Borrell, il primo ministro slovacco Eduard Heger, quello ucraino Denys Šmyhal' e il sindaco Anatoliy Fedoruk a Buča, l'8 aprile 2022

L'8 aprile 2022, durante l'invasione russa dell'Ucraina, von der Leyen ha visitato Kiev a sostegno del presidente Volodymyr Zelens'kyj e della sua nazione. Ha visitato il sito del massacro di Buča, dichiarando con un tweet: Era importante iniziare la mia visita a Buča. Perché a Buča la nostra umanità è andata in frantumi. Il mio messaggio al popolo ucraino: i responsabili delle atrocità saranno assicurati alla giustizia e ha promesso che avrebbe lavorato per l'adesione di quel paese all'Unione Europea.

### Allargamento dell'Unione europea
Ha sollecitato l'allargamento dell'Unione europea a nuovi Paesi. Il 17 giugno 2022 la sua Commissione ha espresso parere favorevole alla concessione dello status di "candidato ufficiale" a Ucraina, Moldavia e Georgia..
Ha lavorato per convincere la Bulgaria a rimuovere il veto all'adesione della Macedonia del Nord, poi superato grazie anche alla mediazione di Emmanuel Macron, cosa che il 19 luglio 2022 ha consentito di avviare i negoziati per l'adesione di Macedonia del Nord e Albania. Il 12 ottobre 2022 ha proposto di concedere lo status di candidato alla Bosnia ed Erzegovina.
Si è espressa a favore dell'adesione all'Unione dei Paesi dei Balcani occidentali.

## Controversie

### Accuse di plagio

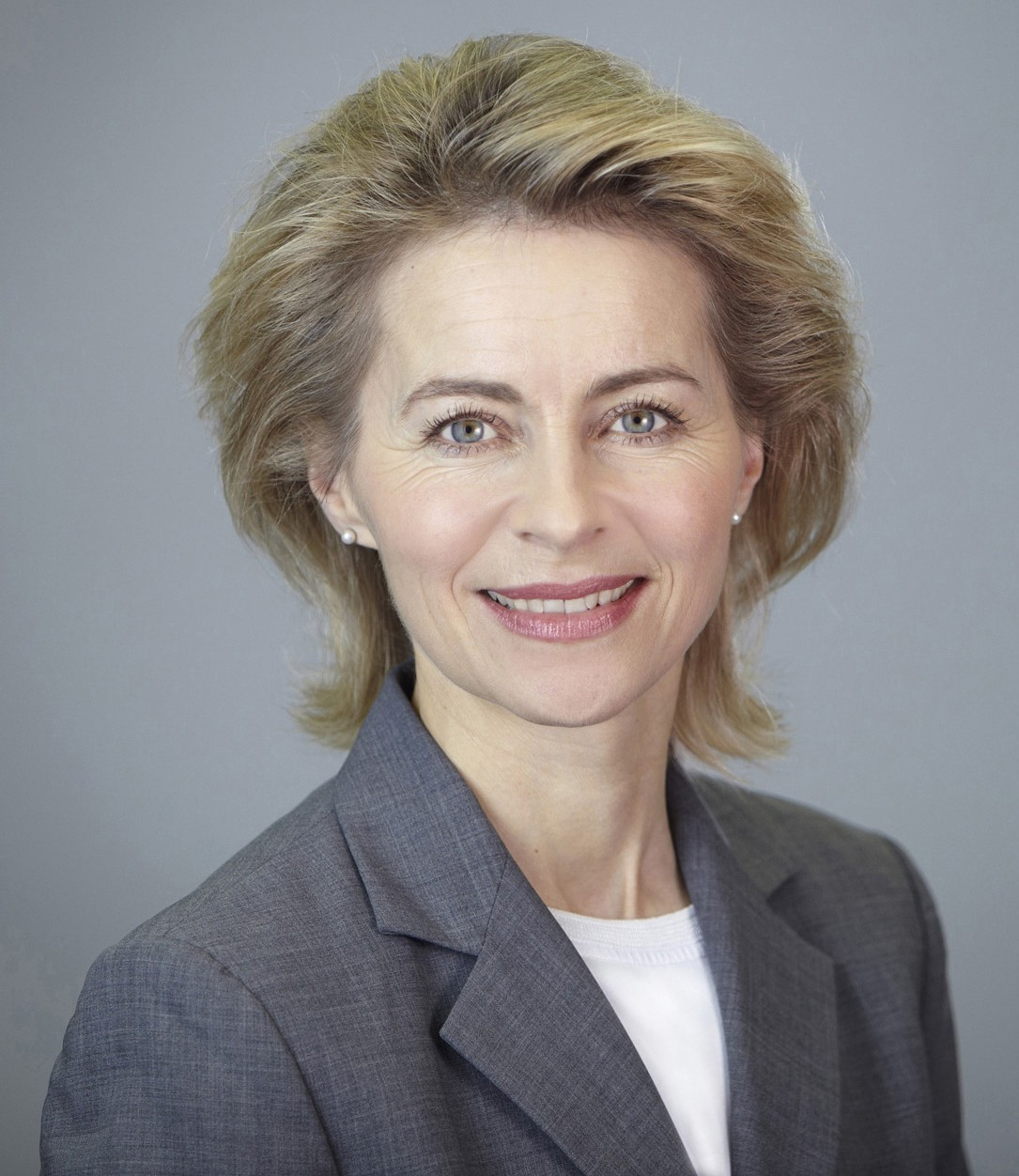
Von der Leyen nel 2010

Nel 2015 i ricercatori del progetto VroniPlag Wiki hanno esaminato la tesi di dottorato che von der Leyen scrisse nel 1991, concludendo che il 43,5% della tesi è plagiata, e che 23 delle citazioni utilizzate non verificano le corrispondenti affermazioni. Diversi importanti accademici tedeschi come Gerhard Dannemann e Volker Rieble hanno pubblicamente accusato von der Leyen di plagio. La scuola di medicina di Hannover ha condotto un'indagine, e nel marzo 2016 ha concluso che, sebbene la tesi contenga plagio, non è stato possibile provarne la malafede. L'università ha quindi deciso di non revocare la laurea in medicina di von der Leyen. Di conseguenza diversi critici hanno messo in dubbio l'indipendenza della commissione che ha esaminato la tesi, soprattutto per il fatto che von der Leyen conosceva personalmente il suo direttore per via del lavoro congiunto per un'associazione di ex alunni. Vari media hanno anche criticato il fatto che la decisione non fosse trasparente, perlomeno non secondo le regole stabilite, e che non fosse riuscita a garantire elevati standard accademici.

### "Affare consulenti"
A partire dal 2018 una commissione investigativa organizzata dalla Corte dei conti federale tedesca ha iniziato ad esaminare come sono stati aggiudicati diversi contratti per decine di milioni di euro a società di consulenza esterne. L'ufficio di revisione ha infatti riscontrato diverse irregolarità nelle modalità di aggiudicazione degli appalti. Durante queste indagini, due dei telefoni di von der Leyen sono stati sequestrati, ma i dati di entrambi sono stati cancellati prima di essere consegnati al ministero della difesa. Di conseguenza il deputato dell'opposizione Tobias Linder ha presentato una denuncia penale contro von der Leyen per sospetto di deliberata distruzione di prove rilevanti per il caso.

### Pfizergate
Nel gennaio 2022 la Commissione europea non ottempera alla richiesta del giornalista Alexander Fanta, di netzpolitik.org, sito tedesco specializzato in diritti digitali, di poter leggere lo scambio di messaggi tra von der Leyen e l'amministratore delegato di Pfizer; la commissaria alla trasparenza Vera Jourová sostenne che i messaggi sono stati cancellati a causa della loro "natura effimera".
La risposta, non ritenuta soddisfacente, portò altre testate ad aggregarsi alle richieste, tra cui il quotidiano tedesco Bild, che presentò un'analoga richiesta di accesso ai documenti, legata ai negoziati che avevano portato all'acquisto da parte della Commissione di dosi vaccini anti-COVID-19 prodotti da Pfizer/BioNTech e AstraZeneca. I documenti a cui Bild ha avuto accesso non contengono tuttavia lo scambio di email tra von der Leyen e il CEO di Pfizer Albert Bourla.
Nel febbraio 2023 il New York Times decide di portare in tribunale la Commissione europea per non aver reso pubblico lo scambio di messaggi tra von der Leyen e Bourla in merito al negoziato sull'acquisto dei vaccini. Il quotidiano sostiene che la Commissione aveva l'obbligo di rendere pubblici i messaggi, in nome della trasparenza, perché potrebbero contenere informazioni utili legate all'acquisizione di dosi di vaccino per un totale quantificabile in miliardi di dollari.
Nel 2022 viene presentata un'interrogazione al Parlamento Europeo su un conflitto di interessi dovuto al fatto che il marito è il direttore medico di Orgenesis Inc., una società che collabora con Pfizer-Biontech.

## Opere
- Ursula von der Leyen, C-reaktives Protein als diagnostischer Parameter zur Erfassung eines Amnioninfektionssyndroms bei vorzeitigem Blasensprung und therapeutischem Entspannungsbad in der Geburtsvorbereitung, doctoral dissertation, Hanover Medical School, 1990[81]
- Ursula von der Leyen, Maria von Welser, Wir müssen unser Land für die Frauen verändern. Bertelsmann, Munich, 2007, ISBN 978-3-570-00959-8
- Ursula von der Leyen, Liz Mohn, Familie gewinnt. Bertelsmann Foundation, 2007, ISBN 978-3-89204-927-2